# Imposition (fiscalité)
Pour les articles homonymes, voir Imposition.
L’imposition est le fait que les administrations publiques soumettent une personne morale ou physique à un impôt, une taxe, ou autre paiement de façon obligatoire et sans contrepartie. Elle sert principalement à financer les dépenses publiques et peut constituer également un moyen de régulation de l’activité économique.
Le taux d'imposition désigne, pour un individu et pour une de ses consommations ou un revenu, le ratio entre le montant versé en impôts ou taxes et la valeur hors taxes et impôts de cette consommation ou de ce revenu (par exemple, le taux d'imposition sur la consommation de tabac est le ratio entre les taxes sur un paquet de cigarettes et le prix hors taxes du paquet) ; pour un pays dans son ensemble, le taux d'imposition est le ratio entre l'ensemble des taxes et impôts rapporté à l'ensemble des revenus des entreprises et des ménages.
L'imposition ne se confond pas avec les prélèvements obligatoires, qui outre une grande partie de l'imposition intègrent aussi les cotisations sociales.

## Types d'imposition
On peut distinguer l'imposition selon plusieurs critères : base imposable, contribuable, administrations bénéficiaires de la recette, administrations relevant l'imposition ou incidence fiscale.
- Taxe sur la valeur ajoutée
- Impôt sur le revenu
- Impôt sur les sociétés
- Contribution sociale généralisée
- Cotisations sociales